# Symfonie nr. 4 (Alfven)
Hugo Alfvén voltooide zijn Symfonie nr. 4 Van de buiteneilanden opus 39 in 1919.

## Geschiedenis
Alfvén had al veel eerder plannen voor deze symfonie, maar kwam maar niet tot het componeren. De eerste notities dateren al vanaf 1908 toen hij zich op een van de kleine eilanden voor de Zweedse kust bevond. Het bleef liggen totdat Alfvén in 1913 de draad weer oppakte, maar wederom verhuisde het werk naar de la. Nadat hij een sabbatical had genomen van zijn werk aan de Universiteit van Uppsala en opnieuw een reis naar de eilandjes had gemaakt zette hij zich op 16 november 1918 aan zijn vierde symfonie; het zou zijn laatste voltooide worden. 16 maart 1919 was hij klaar. Van zijn vijfde is slechts één deel voltooid.
De introductie van de symfonie ging niet van een leien dak. Er was eerst een privé-opvoering op 4 november 1919 nodig aan de Koninklijke Academie voor Muziek in Stockholm om het op uiteindelijk op 23 januari 1920 voor het eerst voor publiek te spelen, toen in het operagebouw. De critici hadden niet zo veel op met het werk, want er was een vreemde orkestratie; het orkest wordt bijgestaan door een vrouwelijke en een mannelijke zanger, die tekstloos zingen. De critici konden echter niet voorkomen dat het werk wel aansloeg op het vasteland van Europa met name in Duitsland en Oostenrijk; waarschijnlijk een gevolg van de Richard Strauss-achtige muziek.

## Muziek
De subtitel verwijst naar de boottochten die Alfvén maakte naar de kleine scheren die voor de oostkust van Zweden liggen. Tegelijkertijd is het werk geen compositie over de zee of zeevaart, maar een liefdesgeschiedenis. De componist trekt een muzikale parallel tussen de twee. Men vermoedt dat het een bevlieging van Alfvén zelf is geweest, maar de componist liet er niets over los. De symfonie bestaat uit één deel van circa 45 minuten. Het werk valt wel in een aantal secties uiteen, maar er is geen onderbreking aanwezig. Sectie één bevat de solozang van de mannenfiguur, een tenor die sireneachtige zingt boven het orkest. De tweede sectie bevat een soortgelijke zang van de sopraan-vrouwenstem. In sectie drie komen de stemmen bijeen als teken voor het uiteindelijk samenzijn van die twee. In sectie vier komt de narigheid om de hoek kijken. De donkere klanken waarmee de symfonie begon komen terug aan het eind; de liefdesgeschiedenis is afgelopen.
Alfvén was in die tijd kennelijk naar Zweedse maatstaven te vooruitstrevend; de critici gaven het werk een andere spottende subtitel Sinfonia erotica. In 2010 is daar niets van over; een liefdesverlangen is zonder meer te horen, maar van erotiek is nog geen sprake. Het tempo is loom.

## Orkestratie
- sopraan, tenor;
- 4 dwarsfluiten, 4 hobo’s, 4 klarinetten, 4 fagotten
- 8 hoorns, 4 trompetten, 3 trombones, 1 tuba
- 1 stel pauken, 2 man / vrouw percussie, 2 harpen, piano, celesta
- violen, altviolen, celli, contrabassen.

## Discografie
Het werk kent een kleine discografie:
- Uitgave Bluebell Records: Elisabeth Söderström, Gustav Winbergh, Stockholm Philharmonisch Orkest o.l.v. Stig Westerberg (opname 1979)
- Uitgave BIS Records: Christina Högman, Claes-Håkan Ahnsjö, Stockholm PO, o.l.v. Neeme Järvi
- Uitgave Naxos: Arndis Halla, Johann Valdimarsson, IJslands Symfonie Orkest o.l.v. Niklas Willén (opname 2003)
- Uitgave Warner Bros: Staatssymfonieorkest van de Russische Federatie o.l.v. Jevgeni Svetlanov in combinatie met La Mer van Claude Debussy

## Bron
- de Bluebell Records compact disc
- naxos-internetpagina
- MIC ; Zweedse muziekcentrale